# Чилийское родео
Чили́йское роде́о (англ. Rodeo chileno, от исп. rodear — окружать) — второй по популярности (после футбола) вид спорта в Чили. Считается национальным видом спорта с 1962 года.
Чилийский вид родео практиковался на протяжении более 400 лет. Правила чилийского родео серьёзно отличаются от правил родео, принятых в США и других странах Северной Америки. Цель состязаний состоит в том, что два всадника (исп. huaso) должны остановить молодого быка без всяких приспособлений, лишь прижимая его корпусом лошади. В зависимости от того, в каком месте корпуса быка тот будет прижат, команде и начисляются очки (чем ближе к хвосту — тем больше). Барьер арены имеет форму полумесяца и зачастую покрашен в цвета чилийского флага. Традиционный костюм наездников — это узорная накидка чаманто и фетровая шляпа (летом соломенная). В год проводится около 320 официальных и примерно столько же неофициальных родео. Длительность родео 1-2 дня (суббота и воскресенье). Самые преданные зрители находятся на своих местах до 8 часов.

## История родео
Уасо изначально занимались выпасом домашнего скота: летом в горах, зимой в долинах. Перегон скота считался опасным делом. Родео раньше называли сортировку скота по хозяевам, постановку клейма, кастрацию бычков.
Губернатор Чили Гарсиа Уртадо де Мендоса, получивший титул «отца чилийского родео», 12 февраля 1557 года утвердил проведение родео на столичной площади 24—25 июля (праздник апостола Иакова). Это стало развлечением для народа. После родео участники и зрители танцевали, ели и пили чичу (молодое виноградное вино).
В 80-х годах XIX века в Южной Америке получила широкое распространение и применение колючая проволока, которой стали отгораживать пастбища со скотом. Уасо оказались больше не нужны в скотоводстве. Они стали появляться только на родео, превращённого в развлечение для местного населения. Слово «уасо» стали употреблять в несколько ином смысле: так называли любого чилийского крестьянина.
В 1910 году, год столетия независимости Чили, решено было найти какой-либо национальный символ. И им стал родео. Впервые выступление уасо происходило в столице Чили в парке Коусиньо (сейчас О’Хиггинса). Начиная с 1931 года победителю родео выпадает честь открытия военного парада в День независимости. А перед открытием парада уасо подаёт президенту коровий рог с чичей.
В 1942 году в Ранкагуа была построена главная арена для родео. На ней каждый год заканчивается всечилийский чемпионат по родео. Спортивным сезоном считается время с сентября по апрель. Олимпийский комитет Чили своим декретом № 269 утвердил родео как национальный вид спорта.
В том же году к родео допустили и женщин-участниц, ограничивающееся конкурсом красоты «Королева родео». Но в 2009 году Элия Альварес стала чемпионом родео; она участвовала в паре с мужчиной.

## Техника чилийского родео
Круглая арена разбивается на два участка, причём один из них отгораживается специальной изгородью с небольшим входом. В начале родео бык находится на второй половине арены. На ней же гуасо становятся в положения, не меняемые на протяжении всего выступления: один сзади животного, второй сбоку. Задача всадников не дать быку прорваться, а выгнать его на участок арены, отгороженный полумесяцем.
Затем один гуасо скачет за быком по дуге борта арены, а второй строго параллельно быку. Второй наездник в определённом месте должен направить лошадь прямо на быка и завалить его на специальном участке арены. Когда бык повержен, действие повторяется.
Подсчёт баллов начал производиться только в начале XX века. Регламент родео утверждён в 1961 году и практически не корректировался до сегодняшнего времени. Зачисление баллов судьями происходит по принципу точности удара конской груди по быку. За «прогон» можно получить от 0 до 4 баллов. Четыре балла будет начислено, когда бык сбивается лошадью ударом в заднюю часть корпуса. Этот удар считается самым сложным, так как у быка есть возможность уйти вперёд от преследования.
За три прогона и выход на арену гуасо могут получить максимум 13 баллов (12 и 1 соответственно). Получить максимум баллов на родео — это редкость и большая удача. Очки часто снимают, например, при неправильном развороте коня, остановку быка на несколько сантиметров до или после нужного участка и т. д.

## Животные — участники родео
Для родео используют быков трёхлетнего возраста весом до 500 кг. Бык за родео должен выходить не более одного раза, но бывает и чаще.
В начале родео наездники демонстрируют своих лошадей, заставляя их делать трюки. Чилийская манера езды сильно отличается от американской. Чилийские конезаводчики утверждают, что порода их лошадей ведёт своё начало от 75 испанских особей, впервые пересекших Анды с первооткрывателем Педро де Вальдивия. О чистоте породы говорят потому, что лошади не находятся в табунах, а это говорит о несмешении пород. Высота «чилийки» в холке не превышает 142 см, за что её иногда и причисляют к пони. «Чилийки» коротконогие, широкогрудые, имеют толстую шкуру и очень выносливы. После отказа от использования их в хозяйстве, они оказались на пороге вымирания. Но генерал Карлос Ибаньес дель Кампо (президент Чили с 1927 года) постановил, что в родео обязательно как минимум в паре заездов должны принимать участие чистокровные «чилийки». С 1946 года в родео принимают участие только лошади, зарегистрированные в Национальной ассоциации конезаводчиков. А это только «чилийки».

## Одежда участников
Для женщин-участников костюмы разрабатывает чилийский модельер Мильярай Пальма. В то время как чаманто — национальная одежда par excellence, которую дарят высоким гостям.
Костюм мужчины составляют: чаманто, соломенная шляпа, широкий красный пояс, красные краги по колено, длинные шпоры. Дарвин так описывает свои впечатления от гуасо:

Главную гордость гуасо составляют его нелепо большие шпоры. Я измерил одну, и оказалось, что колёсико имеет 6 дюймов в диаметре, а на самом колёсике свыше 30 шипиков. Стремена — таких же масштабов; каждое вырезано из прямоугольного куска дерева, выдолбленного, но все-таки весом в 4 фунта (около 1,5 кг).

Стремена гуасо сделаны из дерева и украшены резьбой; ими можно нанести повреждение лошади.